# Phyllochaetopterus verrilli
Phyllochaetopterus verrilli är en ringmaskart som beskrevs av Treadwell 1943. Phyllochaetopterus verrilli ingår i släktet Phyllochaetopterus och familjen Chaetopteridae. Inga underarter finns listade i Catalogue of Life.